# 汉密尔顿台圣马可堂

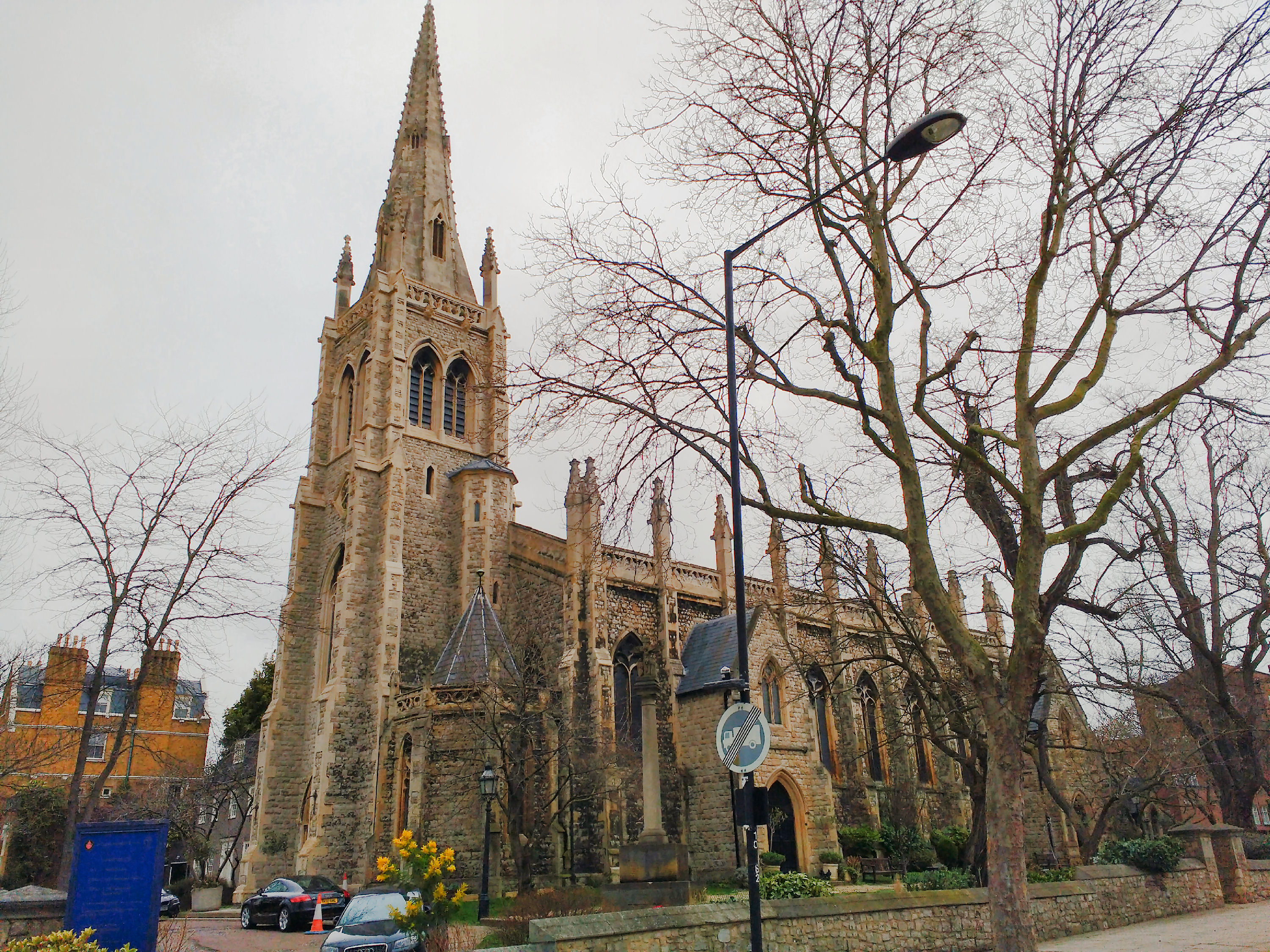
汉密尔顿台圣马可堂

汉密尔顿台圣马可堂（英語：St Mark's Church, Hamilton Terrace）是一座英国圣公会教堂，位于伦敦西敏市圣约翰伍德社区 ，位于阿伯康坊（Abercorn Place）和汉密尔顿台的交汇处。
建于1846年至1847年，由托马斯·坎迪设计，塔尖则由他的儿子建于1864年，II*级登录建筑。
这座教堂收藏了由尔维亚蒂制作的马赛克作品。